# Das schaurige Haus (Film)
Das schaurige Haus ist ein österreichisch-deutscher Spielfilm von Daniel Prochaska aus dem Jahr 2020 mit León Orlandianyi, Benno Roßkopf und Julia Koschitz. Das Drehbuch von Marcel Kawentel und Timo Lombeck basiert auf dem gleichnamigen Roman von Martina Wildner (2011) aus der Allgäu-Grusel-Trilogie.

## Handlung
Der sechzehnjährige Hendrik zieht mit seiner Mutter Sabine und seinem achtjährigen Bruder Eddi von Hannover nach Bad Eisenkappel in Kärnten. Sabine hat dort einen neuen Job in den Obir-Tropfsteinhöhlen. Der Ortswechsel soll der Familie auch helfen, mit dem Unfalltod des Vaters besser zurechtzukommen.
Für Hendrik ist es ein Kulturschock. Abgesehen davon, dass die Einwohner einen unverständlichen Dialekt sprechen, scheint auch mit dem heruntergekommenen Haus, das ihnen vom Immobilienmakler Gerold Röckl vermittelt wurde, etwas nicht zu stimmen. Während Eddi beginnt zu schlafwandeln und Slowenisch zu sprechen, hat Hendrik Albträume. Deren Mutter ist zunehmend verzweifelt.
Nach anfänglichen Schwierigkeiten freunden sich Hendrik und Eddi mit der forschen Ida und dem nerdigen Fritz an. Gemeinsam gehen die vier dem Geheimnis des schaurigen Hauses auf den Grund.

## Produktion und Hintergrund
Die Dreharbeiten fanden an 34 Drehtagen vom 15. Juli bis zum 30. August 2019 in Wien und Kärnten statt. Gedreht wurde hauptsächlich in Unterkärnten, Drehorte waren unter anderem Gallizien, Grafenstein, Sittersdorf, Eisenkappel-Vellach (Bad Eisenkappel, Trögern, Ebriach) und Möchling. Innenaufnahmen entstanden in einer Industriehalle im Wiener Gemeindebezirk Simmering am Gelände des dem Wiener Hafen gehörenden HQ7.
Unterstützt wurde der Film vom Österreichischen Filminstitut, vom Filmfonds Wien, von FISA – Filmstandort Austria, Carinthia Film Commission und der Nordmedia Film- und Mediengesellschaft Niedersachsen/Bremen, beteiligt war der Österreichische Rundfunk. Produziert wurde der Film von der österreichischen Mona Film der Produzenten Gerald Podgornig und Thomas Hroch in Zusammenarbeit mit der deutschen Naked Eye Filmproduktion.
Für den Ton zeichnete Thomas Szabolcs verantwortlich, für das Kostümbild Elisabeth Fritsche, für das Szenenbild Conrad Moritz Reinhardt und für die Maske Verena Eichtinger und Michaela Sommer.
Neben dem Schauplatz weicht der Film von der Buchvorlage auch durch Änderungen in der Erzählung ab. Unter anderem wurden die beiden Brüder älter gemacht. Laut Produzent Gerald Podgornig soll die Zielgruppe der Acht- bis Vierzehnjährigen angesprochen werden. Während im zugrundeliegenden gleichnamigen Jugendbuch zwei Brüder mit ihren Eltern aus der Stadt in ein kleines Dorf kommen, so kommen diese im Film mit ihrer Mutter. Ursprünglich war eine deutsche Produktion und das Allgäu als Ort des Geschehens angedacht. Aufgrund der Verlegung nach Kärnten wurde Slowenisch und nicht wie im Buch Rumänisch verwendet.
Regisseur Daniel Prochaska gab mit diesem Film sein Kinodebüt, nach seinem Debüt als Regisseur des Fernsehfilmes Geschenkt (2018) aus der ORF-Reihe Stadtkomödie. Zuvor war Prochaska hauptsächlich als Filmeditor tätig. Die Kärntner Marii Weichsler und Lars Bitterlich gaben mit diesem Projekt ihr Filmdebüt.

## Veröffentlichung
Premiere des Kinder- und Jugendfilms war am 12. September 2020 beim Wildensteiner Wasserfall in der Heimatgemeinde Gallizien des Produzenten Gerald Podgornig. Am 26. September 2020 wurde der Film am SLASH Filmfestival in Wien gezeigt.
Der österreichische Kinostart war am 30. Oktober 2020. Auf Netflix wurde der Film am 14. Mai 2021 veröffentlicht. ORF-Premiere war am 30. Oktober 2022.

## Rezeption
Die Deutsche Film- und Medienbewertung (FBW) vergab das Prädikat „besonders wertvoll“ und meinte, dass der Film Nervenkitzel und Spannung liefere, welche weit über die traditionellen Abenteuergeschichten für die Zielgruppe im Kino hinausgehe. Die Hauptfiguren seien quer durch die Altersstufen zusammengewürfelt, keine Figur wirke überzeichnet, dazu würde der Gruselfaktor mit einem guten Gespür für Timing und jeder Menge genretypischer Zitate perfekt eingesetzt. Zwar gebe es einige größere Schreckmomente, diese würden aber von der Inszenierung gut aufgefangen und böten auch immer wieder Platz für lustige Momente. Montage, Musik und Ausstattung schafften eine wohlig gruselige Spukatmosphäre.
Die österreichische Jugendmedienkommission vergab eine Freigabeempfehlung ab 10 Jahren. Der handwerklich gut gemachte Film würde Jugendliche ab zwölf Jahren ansprechen, die sich gerne gruseln. Auf der Höhe der Zeit werde etwa die Kommunikation der Jugendlichen übers Smartphone mit eingebunden. Themen wie die alleinerziehende, berufstätige Mutter oder die durch den Umzug bedingte Fremdheit am neuen Wohnort würden realitätsnahe abgehandelt. Der Film versuche außerdem, allzu klischee- bzw. klamaukhafte Erwachsenenfiguren zu vermeiden.
Christian Klosz vergab auf filmpluskritik.com sieben von zehn Sternen und meinte, dass der Film unter anderem eine spannende, gut konstruierte und erzählte Story, witzige Dialoge, eine solide Inszenierung und einen schicken, eigens komponierten Soundtrack zu bieten habe. Besonders unterhaltsam und gelungen sei die Darstellung des Culture Clash zwischen der deutschen Großstadtfamilie und dem Kärntner Lokalkolorit. Außerdem würden Drehbuchautoren und Regisseur großes Gespür für ihre jugendlichen Protagonisten zeigen.
Erik Piepenburg bezeichnet den Film in seinem New York Times Artikel als einen gelungenen Horror-Familienfilm, der es trotz seines kinderfreundlichen, eher süßen als gruseligen Charakters schafft, stets spannend zu bleiben. Zudem meint der Kritiker, dass León Orlandianyi besonders gut in die Rolle von Hendrik, dem beschützenden großen Bruder, passt.
Zuschauerzahlen
Nach dem Start auf Netflix im Mai 2021 schaffte es der Film in mehr als 50 Ländern in die Top 10 der meistgestreamten Filme und als erster österreichischer Film auf Platz fünf der weltweiten Film-Netflix-Charts.

## Auszeichnungen und Nominierungen
Deutsche Film- und Medienbewertung (FBW)
- Prädikat „besonders wertvoll“[24]

Österreichischer Filmpreis 2021
- Nominierung in der Kategorie Beste weibliche Nebenrolle (Julia Koschitz)[29][30]
- Nominierung in der Kategorie Beste männliche Nebenrolle (Michael Pink)
- Nominierung in der Kategorie Bestes Szenenbild (Conrad Moritz Reinhardt)
- Nominierung in der Kategorie Beste Kamera (Matthias Pötsch)

Romyverleihung 2021
- Nominierung in der Kategorie Beliebtester männlicher Shootingstar (León Orlandianyi)[31][32]
- Nominierung in der Kategorie Bester Schnitt Kino (Alarich Lenz)[33]

Goldener Spatz 2021
- Auszeichnung mit dem Publikumspreis für den besten Jugendfilm[34]